# حالت چطوره؟
حالت چطوره؟ (به انگلیسی: How've You Bean?) یک فیلم کوتاه کمدی به کارگردانی و بازیگری راسکو آرباکل است که در سال ۱۹۳۳ منتشر شد.

## گزیدهٔ بازیگران
- راسکو آرباکل
- ادموند التون
- دورا میلز آدامز